# 佩尔卡
佩尔卡（義大利語：Perca），是意大利波尔扎诺自治省的一个市镇。总面积30平方公里，人口1424人，人口密度47.5人/平方公里（2009年）。ISTAT代码为021063。